# Radicipes
Radicipes is een geslacht van bloemdieren in de familie Chrysogorgiidae en orde zachte koralen. Het geslacht werd voor het eerst geldig gepubliceerd door Stearns in 1883.

## Soorten
Het geslacht telt 7 soorten:
- Radicipes aureus Kükenthal, 1919
- Radicipes challengeri (Wright, 1885)
- Radicipes fragilis (Wright & Studer, 1889)
- Radicipes gracilis (Verrill, 1884)
- Radicipes pleurocristatus Stearns, 1883
- Radicipes spiralis (Nutting, 1908)
- Radicipes verrilli (Wright, 1885)